# Ulrich Hoerni
Ulrich Hoerni (Zúrich, 1941), nieto del psiquiatra Carl Gustav Jung, es un arquitecto suizo y Director Ejecutivo de la Stiftung der Werke von C. G. Jung.

## Trayectoria profesional
Después de graduarse en arquitectura en el Escuela Politécnica Federal de Zúrich (ETH) en 1967, trabajó hasta 1994 como arquitecto en Suiza y Dinamarca. 
En 1981 se unió al Comité Ejecutivo de la Comunidad de Herederos de C. G. Jung (Erbengemeinschaft C. G. Jung), y se desempeñó como gerente desde 1997-2007 y como presidente desde 2004-2007.
De 1994 a 2007 fue gerente delegado de asuntos de archivo y editorial, y en esta función participó en la planificación y preparación de diversas publicaciones inéditas de su abuelo, entre otras, el Libro rojo.
Ulrich Hoerni es Director Ejecutivo de la Fundación de las Obras de C. G. Jung (Stiftung der Werke von C. G. Jung) establecida en Zúrich en 2007. De 2007 a 2009, también fue presidente de la junta de la fundación.

## Obras
Entre las diversas obras en las que ha estado involucrado destacan:
- Jung, Carl Gustav; White, Victor (2007).  A. C. Lammers y A. Cunningham, ed. The Jung-White Letters (en inglés). Cartoné. Routledge: Philemon series. ISBN 978-1-58391-194-5.
- Jung, Carl Gustav (2009).  Sonu Shamdasani, ed. The Red Book. Liber Novus (en inglés). Traducido por Mark Kyburz, John Peck y Sonu Shamdasani, cartoné, 404 páginas. Philemon Series & W. W. Norton & Company. ISBN 978-0-393-06567-1. Disponible en castellano: Jung, Carl Gustav (2010).  Bernardo Nante, ed. El Libro rojo. Malba & Fundación Constantini. ISBN 978-987-23546-1-9.
- Jung, Carl Gustav; Kirsch, James (2011). The Jung-Kirsch Letters: The Correspondence of C.G. Jung and James Kirsch (en inglés). Cartoné. Routledge. ISBN 9780415419215.
- Jung, Carl Gustav (2018).  Ernst Falzeder, ed. History of Modern Psychology: Lectures Delivered at ETH Zurich, Volume 1, 1933-1934 (en inglés). Prefacio Ulrich Hoerni, traducción Mark Kyburz, John Peck y Ernst Falzeder, cartoné, 256 páginas. Princeton University Press & Philemon Foundation. ISBN 978-0-691-18169-1.
- Jung, Carl Gustav (2018). The Art of C. G. Jung. W. W. Norton & Company. ISBN 978-0-393-25487-7.